# Combat de Ferkouia
Le combat de Ferkouia a lieu les 19 et 20 mai 2015, au cours d'une offensive de l'armée algérienne contre les djihadistes.

## Déroulement
Le 9 mai 2015, l'armée algérienne commence une opération contre les djihadistes dans la région de Bouira. Elle est menée par le général Noureddine Haddad, chef d'état-major de la première Région militaire.
Le 19 mai un combat s'engage dans la localité de Ferkouia, près de Boukram, à l'ouest de Bouira,. Selon le ministère algérien de la Défense, 22 djihadistes sont tués. L'armée ne précise pas l'appartenance des tués mais l'agence Reuters indique que selon des sources proches des services de sécurité, il s'agit d'hommes du groupe des Soldats du califat en Algérie qui avaient jurés allégeance à l'État islamique et qu'Athmane al Assimi, le successeur d'Abdelmalek Gouri à la tête du groupe, figure parmi les morts. Plusieurs dizaines de combattants parviennent cependant à s'enfuir,. Ce bilan porte à 56 le nombre de djihadistes tués en Algérie depuis début 2015. Le lendemain matin, trois autres djihadistes sont tués dans la même zone,.